# Vladimir Gusev

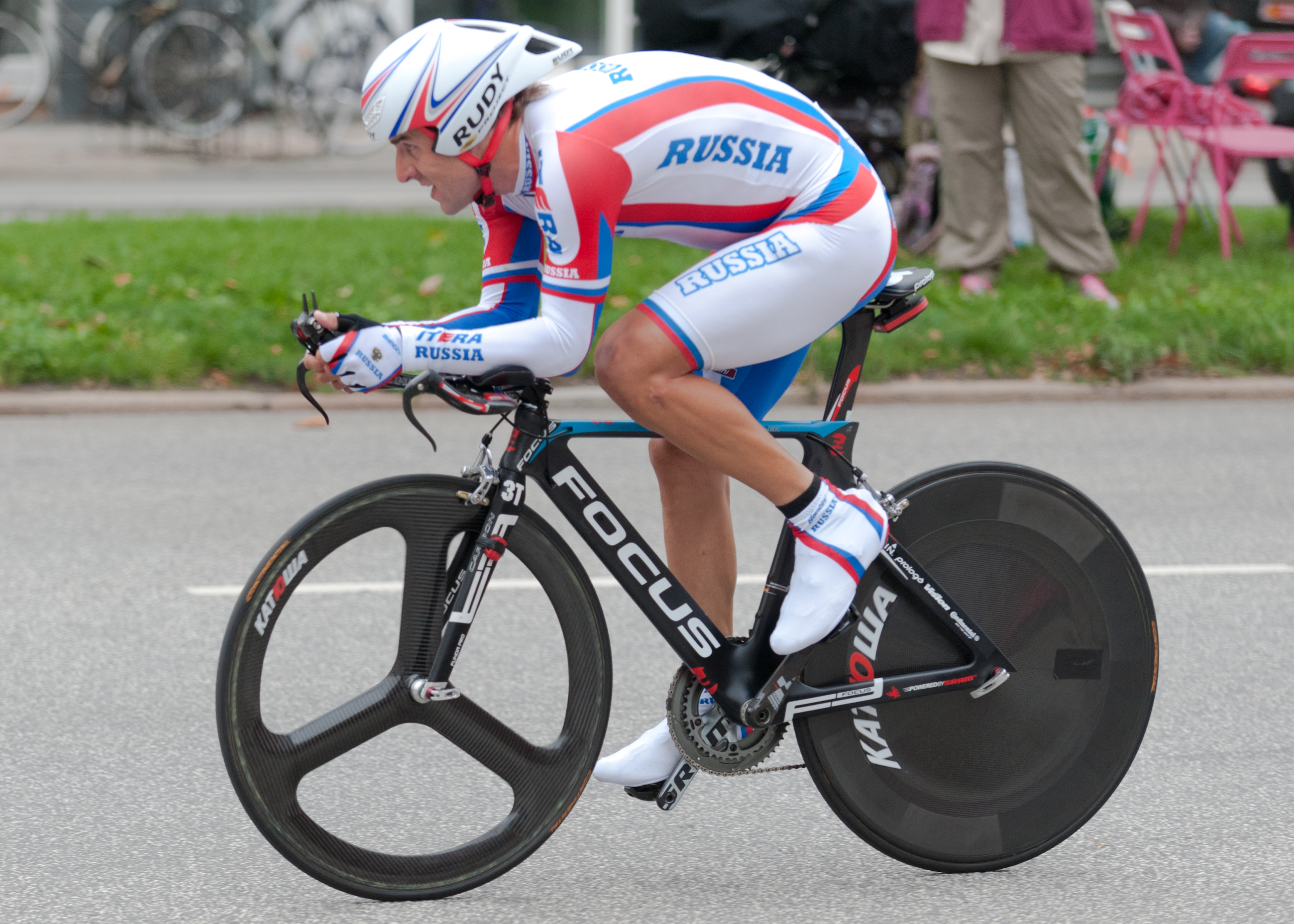
Vladimir Gusev i tempodisciplinen under Världsmästerskapet 2011.

Vladimir Nikolajevitj Gusev (ryska: Владимир Николаевич Гусев), född 4 juli 1982 i Nizjnij Novgorod, är en rysk professionell tävlingscyklist som under säsongen 2009 tävlade för UCI ProTour-stallet Team Katusha. Gusev blev professionell 2004 med det danska stallet Team CSC. Två år senare bytte han lag till det amerikanska UCI ProTour-stallet Discovery Channel Pro Cycling Team. När Discovery Channel valde att sluta sponsra stallet gick Vladimir Gusev vidare till Astana Team.
Gusev slutade tvåa i juniorvärldsmästerskapens tempolopp 2000 efter polacken Piotr Mazur.

## 2006
2006 slutade Gusev fyra på Paris-Roubaix men blev senare diskvalificerad eftersom han och två andra cyklister korsade en järnväg trots att bommarna var nere då de ledde tävlingen.

## 2008
Under säsongen 2008 vann Gusev de ryska nationsmästerskapens tempolopp för fjärde gången under sin karriär. Den ryske cyklisten blev också uttagen till de Olympiska sommarspelen 2008 i både linjelopp och tempolopp. I juli slutade han tvåa på Österrike runt.
Gusev blev sparkad av Astana Team i slutet av juli 2008 på grund av vad stallet kallade "oregelbundna värden". Någonting han själv förnekade. Det ryska cykelförbundet strök Vladimir Gusev från OS-truppen efter att Astana Team hade sparkat honom. Det trots att han inte hade anklagats för att ha använt prestationshöjande medel. I september vann han Tour of Sochi men också etapp 5 av tävlingen när han tävlade för det ryska nationslaget.

## 2009
Under år 2009 slutade Gusev på femte plats på de ryska nationsmästerskapens tempolopp bakom Artem Ovetjkin, Michail Ignatjev, Maksim Belkov och Boris Sjpilevskij. Trots att rykten sade att Gusev skulle tävla för Katusha under säsongen hände ingenting.

## 2010
I maj 2010 återvände Gusev till proffscyklingen med Team Katusha. Han vann de ryska nationsmästerskapens tempolopp framför Michail Ignatjev och Aleksandr Arekejev. Han tog också silvermedaljen på nationsmästerskapens linjelopp. Under säsongen cyklade han Vuelta a España där han tog 17:e platsen i slutställningen.

## Meriter
2003 –
1:a,  Nationsmästerskapens tempolopp
2004 – Team CSC
2005 – Team CSC
1:a,  Nationsmästerskapens tempolopp
2006 – Discovery Channel Pro Cycling Team
1:a, sammanställning, Sachen Tour International
4:a sammanställning, Tyskland runt
1:a, Prolog (Individuellt tempolopp)
1:a, Ungdomstävlingen
10:a, Världsmästerskapens tempolopp
10:a, Världsmästerskapens linjelopp
2007 – Discovery Channel Pro Cycling Team
5:a, Flandern runt
38:a, sammanställningen, Tour de France 2007
15:a, sammanställningen, Schweiz runt
1:a, etapp 7
1:a, Bergstävlingen
1:a, sammanställningen, Belgien runt
etapp 3 (tempolopp)
1:a,  Nationsmästerskapens tempolopp
6:a, Världsmästerskapens tempolopp
2008 – Astana Team
1:a,  Nationsmästerskapens tempolopp
1:a, Tour of Sochi
etapp 5, Tour of Sochi
2:a, etapp 2, Tour of Sochi
2:a, Österrike runt
2009
5:a, Nationsmästerskapens tempolopp
2010
1:a,  Nationsmästerskapens tempolopp
2:a, Nationsmästerskapens linjelopp

## Stall
- Team CSC 2004–2005
- Discovery Channel Pro Cycling Team 2006–2007
- Astana Team 2008
- Team Katusha 2010–